# Johann Peter Eckermann
Johann Peter Eckermann (ur. 21 września 1792 w Winsen, zm. 3 grudnia 1854 w Weimarze) – niemiecki poeta i pisarz. Przyjaciel Johanna Wolfganga von Goethego i autor książki Gespräche mit Goethe.

## Życiorys
Urodził się 21 września 1792 roku w Winsen w ubogiej rodzinie. Brał udział w wojnach napoleońskich, a następnie został urzędnikiem w Ministerstwie Wojny w Hanowerze. W latach 1821–1822 studiował na Uniwersytecie w Getyndze i to wówczas wydał swój pierwszy tomik wierszy. Wzorował się na dziełach Johanna Wolfganga von Goethego i w 1823 roku wysłał mu swój komentarz zatytułowany Beiträge zur Poesie mit besonderer Hinweisung auf Goethe, który zawierał wrażliwe oceny pracy Goethego. Obaj pisarze spotkali się w Weimarze, gdzie Eckermann został nieodpłatnym asystentem literackim swojego mistrza. Pełnił także rolę nauczyciela syna Karola Augusta księcia Saksonii-Weimar.
Wydane w 1836 roku dzieło Gespräche mit Goethe zostało przetłumaczone na wszystkie główne języki europejskie. Po śmierci Goethego, Eckermann był wykonawcą jego literackiego testamentu i w latach 1832–1833 publikował jego dzieła, wraz z Friedrichem Wilhelmem Riemerem. Eckermann zmarł 3 grudnia 1854 roku w Weimarze.